# 亮禄
亮禄（？—1802）伊尔根觉罗氏，满洲正红旗人，官至总兵，曾参与平定川楚教乱。

## 生平
亮禄早年袭轻车都尉世职，担任密云协领。嘉庆初年，以参将分配河南，署游击。三年（1798年），川楚教乱蔓延至河南，巡抚吴熊光驻防卢氏，兵多调往别处。宝丰、郏县教徒起事，掠汝州。布政使马慧裕不通军事，亮禄说，“兵贵神速。今贼初起，乌合易灭，请兼程往剿。”教徒屯宝丰翟家集，东以大沟为障碍，恃险不退，亮禄扬言京师援军将至，树起八旗大纛，鞭马腹，马腾起嘶吼，声震数里，教徒因而恐惧。亮禄夜吹军号而进攻，跨越壕沟，焚毁教徒占据之寨，一鼓歼之，擒首领李岳等。捷报传到京师，嘉庆帝大悦，立擢亮禄为副将，后屡次升迁至云南开化镇总兵。嘉庆七年（1803年），亮禄病卒，嘉庆帝为此深感可惜。

## 引注
1. 1 2  赵尔巽等 1998，第11190頁
2. 1 2 3 4 5  赵尔巽等 1998，第11191頁
3. ↑   參: